# ぎふ中部未来博
『ぎふ中部未来博』（ぎふ中部未来博覧会〈ぎふちゅうぶみらいはくらんかい〉) は、1988年7月8日から9月18日まで 岐阜県岐阜市長良福光で開催された地方博。
「未来博88」とロゴマークなどでは記される事が多い。1980年代から1990年代に盛んに開催された地方博覧会の一つである。開催73日間の入場者数は407万人（当初予想250万人）、1日平均5.6万人が会場を訪れた。

## 開催の経緯
長良川北岸の岐阜市長良福光には1965年（昭和40年）開催した岐阜国体のために造られた岐阜県営野球場等の総合運動場と、隣接して岐阜刑務所があった。老朽化が著しい岐阜刑務所の移転が決まると、これらの施設を解体し新たなスポーツ施設の建設が計画される。世はバブル景気に沸き未来が明るい時代で地方博覧会が盛んに行われており、施設解体跡地で総事業費410億円の地方博覧会を開催、その跡地に総合スポーツ施設の建設が決定する。
計画が立ち上がったきっかけは1981年に開かれた国際オリンピック委員会  (IOC) 総会で、'88年開催の夏季五輪の招致で名古屋市が敗れソウル市に決定したことであった。岐阜県代表として関わっていた県議会重鎮の古田好県議（当時）が五輪に替わるイベントの必要性を提唱し、中部各県の協力を得ながら地方博の開催が決定した。当初は「ぎふ未来博覧会」と名づけられる予定であったが、岐阜の地名が全国的には印象が薄いと考えられたこと、岐阜のみでなく中部全体の未来も含めるという考えにより、「ぎふ中部未来博覧会」と命名された。このことから開幕日の7月8日には、中部の参加地域全域の全民放テレビで開幕記念特番が16時から放送された。

## 概要
会場
23ヘクタールの敷地に、21世紀にちなんで21のパビリオンと各種施設が設置された。
マスコット
「彦丸（ひこまる）」 - アンテナ付きのヘルメットをかぶった鵜をデザインしたキャラクター。鵜は岐阜の象徴のひとつである長良川鵜飼から。イラストは1987年6月から全国の小・中・高校生から募集され、手塚治虫の審査を経て選出された。名前は鵜飼いでリーダー格の鵜に付けられる名前にちなんだもの。
テーマ
「人がいる、人が語る、人が作る」
キャッチフレーズ
「で愛、ふれ愛、ゆめみ愛」
シンボル
「未来を拓く塔」 - 博覧会のシンボルとして岡本太郎により製作された、高さ21.5メートル、両翼9メートルのモニュメント。台座には50年後に開かれるタイムカプセルが納められている。同じく博覧会のシンボルだった本巣市の根尾谷・淡墨公園にある淡墨桜をモチーフにして、多治見市近郊で作られる美濃焼を素材に造られた、幅22メートル、高さ9メートル、総重量40トンの「淡墨桜大陶壁」もモニュメントとして遺されている。
テーマソング
「未来音頭」 作詞：三波春夫 作曲：いずみたく 編曲：近藤浩章 唄：三波春夫
イメージソング
「時よ君は美しい」 作詞：荒木とよひさ 作曲：堀内孝雄 編曲：川村栄二 唄：堀内孝雄

## パビリオン
スカイマックス未来館
銀色に輝くドーム形の大型施設。超大型スクリーンによる岐阜のPR映像の上映、美濃和紙のジャンボ十二単など岐阜の工芸品などを展示。
山東竜館
中国山東省で発見された、当時世界最大のカモノハシ竜（山東竜）の全身骨格標本（全長15 m・高さ8 m）などを展示の目玉パビリオン。
JR東海リニア館
リニアモーターカーの実物大模型が展示された（MLU00X1）。模型とはいえ、内装は実際に人が乗れる物であった。
さわやか・おもしろ・ガスランド
ガスオルガン、花ガス万華鏡などを展示したガスの紹介。
双方向ドラの冒険シアター
岐阜県製薬協会による参加型シアターと展示。
健康地球館
医科学応用研究財団による地球と生命の神秘をテーマにした展示。
エレクトロンシアター「電力館」
中部電力による電気の紹介。
みずとみちのワンダーランド
アクアリフレッシュドーム（下水道の紹介）、日本道路公団によるハイウェイどっきん王国（迷路）など。
未来のメディア
ハイビジョンや衛星放送の紹介など。
三菱グループチャイルドワールド

宇宙館
屋内では実物の宇宙服や月面探査を再現したジオラマ、屋外ではNASAから設計図を取り寄せて製作された、スペースシャトルの実物大模型を展示。
パノラマ中部館
スカイマックス未来館より小ぶりな、夫婦岩のように隣接するドーム型の施設。中部圏の自然や文化を大型立体映像で紹介。
ゆとりずむ館

緑と木のむら

農業バイオ回廊

岐阜の産業館

中部の産業館

岐阜市パビリオン

情報・エレクトロニクス東館

情報・エレクトロニクス西館

世界の占い館

## 主なイベント

### ふるさと日本一広場
直径11.5メートルの麦わら帽子形の施設。中の円形舞台で連日、日替わりで県下99の市町村の郷土芸能が披露された。

### イベント広場
内外の演者によって連日、音楽ライブなどのイベントが開催された。

#### ライブイベント
堀内孝雄（7/8）、柏原芳恵（7/26）、三波春夫（8/16）、藤掛廣幸（8/25）、阿川泰子（9/2）、さだまさし（9/17） ほか。

#### ミス・インターナショナル大会
7月16日にはミス・インターナショナルとミス・ワールドの日本大会が開催され、前者の日本代表には小倉玉江、後者には崎久保和美が選出された。
翌7月17日にはミス・インターナショナル世界大会も開催され、ノルウェー代表のキャサリン・グーデが優勝した。
司会は両日ともに岡田眞澄が務めた。

### 長良川畔特設会場

#### トミタ・サウンドクラウド・イン・長良川

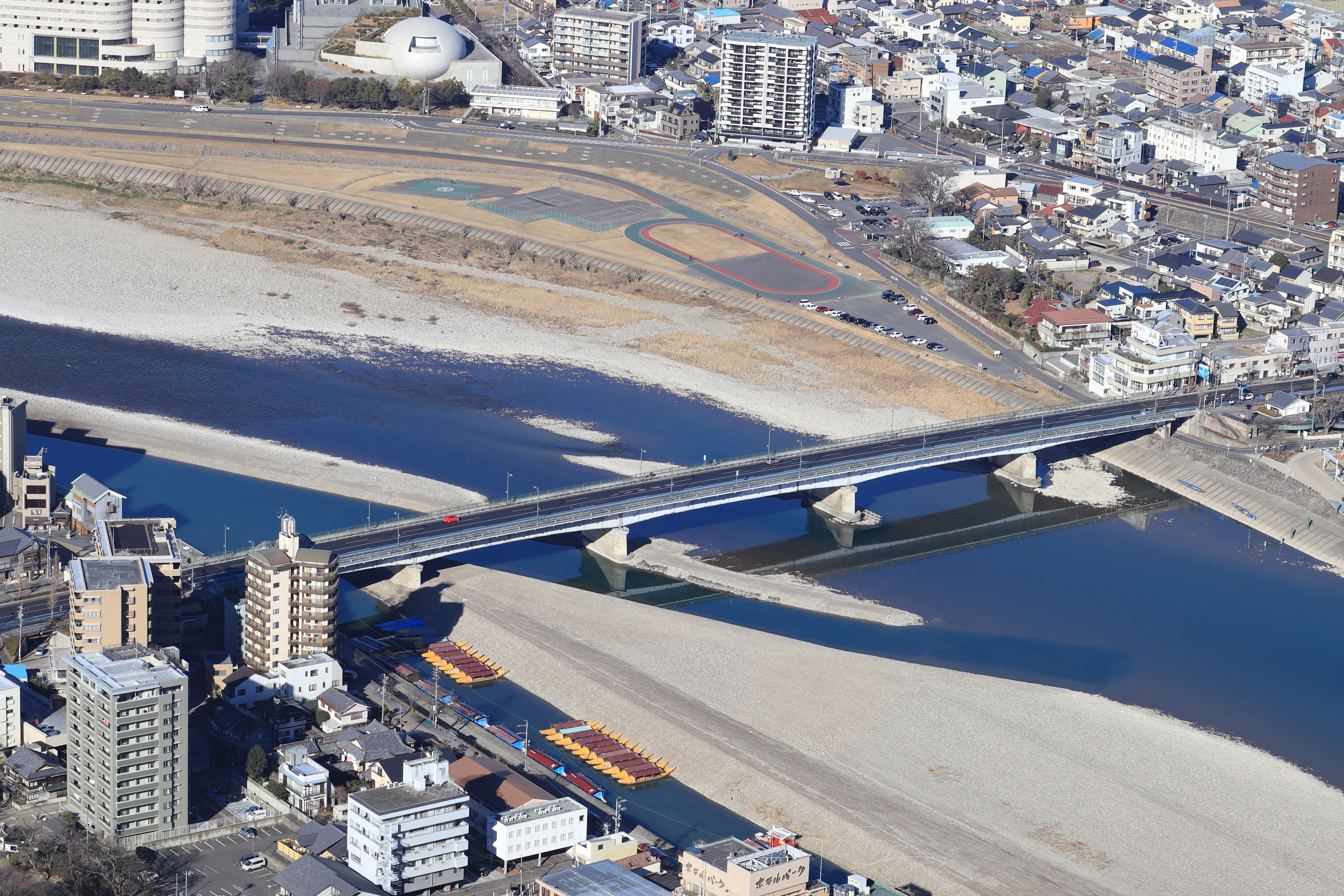
岐阜城から俯瞰した特設会場

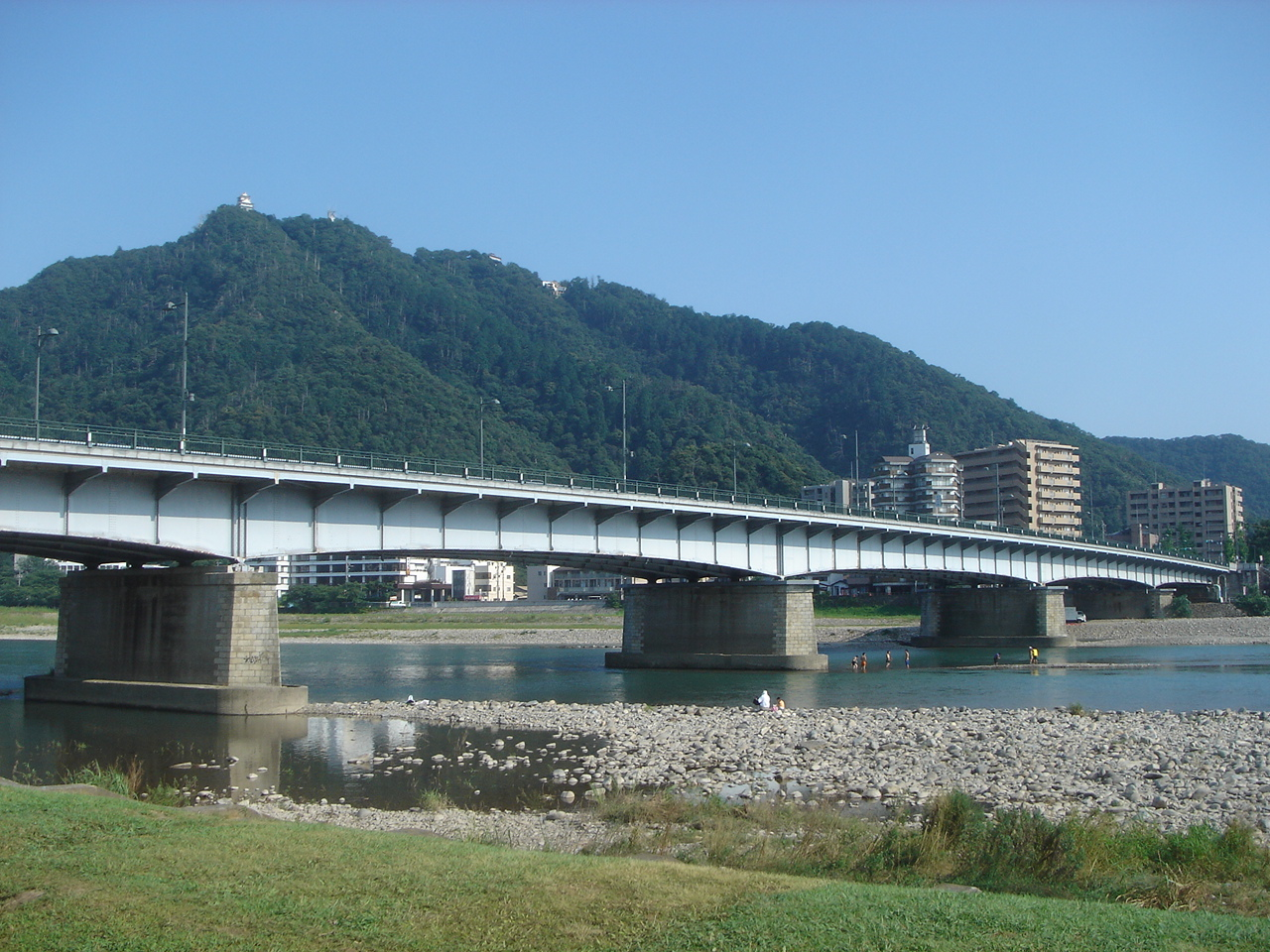
特設会場側から望む金華山

7月22日にはメインイベントとして19時30分から21時30分まで「人間讃歌」をテーマにした、冨田勲の立体音響によるシンセサイザー演奏に加え、スティーヴィー・ワンダーの参加を得て、長良川畔（現在の長良川公園）で野外ライブが開催された。岐阜市の象徴的な景物である長良川・金華山と山頂の岐阜城を活用し、大型ビジョン・ヘリコプター・花火・噴水・各種照明を駆使した壮大な饗宴が披露され、このイベントだけで約31万人の観客を集めた。
（イベントの準備）
長良川の中州に組まれたステージが雨になると水没の恐れがあると指摘されたが、一度組んでしまったものなので保持された。開演三日前に雨が降り水没が危ぶまれたが、イベント当日はなんとか晴れ事なきを得た。サーチライトや音楽に合わせて花火を打ち上げる演出は、この公演が初の試みだったのではないかと当時のスタッフが述懐してる。大型ビジョンに映るスティーヴィー・ワンダーがあたかもUFOに乗って上空を飛んでいるかに見えるよう、背後に映る夜景はあらかじめライブと同じ時間帯にヘリで空から撮影された岐阜市の夜景を映像合成したものである。
（イベントの梗概）
長良川上流の高鷲村の子供達が舟に乗り手作りの竹笛を夜空に向かって吹きながら長良川を降ってくる。それに応え空からUFOがやってきて中から異星人が現れ岐阜城のステージに舞い降りた。異星人を演じるのはスティーヴィー・ワンダー。音楽を通しての子供達と異星人の感動的なスペースファンタジーが繰り広げられる。「命の源である水の流れに子供達の未来を重ねて夢を託す」というメッセージが込められストーリー。
- 企画・構成・演奏 富田勲、技術制作監督 小栗哲家、イベント主催 トミタ・サウンドクラウド・イン・長良川 実行委員会
- 共演  ニコライ・デミジェンコ・趙国良・齋藤英美・中野良子・蒲原史子ほか

## 開場時間・入場料金
開場時間
- 通常日：9:30 - 18:00
- 延長日：9:30 - 21:00（7/30 - 8/31までの土日と8/15 - 8/16）

入場料
- 当日券：大人2000円、高校生・シルバー1500円、小中学生1000円、幼児500円
- 前売券：大人1600円、高校生・シルバー1200円、小中学生800円、幼児400円
- 団体券：大人1700円、高校生・シルバー1200円、小中学生800円、幼児400円
- パスポート：大人5000円、高校生・シルバー3500円、小中学生2500円、幼児1000円
  - （シルバーは70歳以上、幼児は3歳以下）

## 交通機関の問題
「ぎふ中部未来博覧会」の問題は交通機関であった。駐車場のスペースが多く確保できなかったため、臨時運行のJR岐阜駅発と名鉄新岐阜駅発のシャトルバス、路線バス（岐阜バス、名鉄バス、岐阜市営バス）の増発で対処することになり、公共交通機関の利用が呼びかけられた。その一方、道路混雑解消のため、名古屋鉄道岐阜市内本線の一部である徹明町駅 - 長良北町駅間（通称：長良線）が1988年（昭和63年）6月1日をもって廃止された。この廃止は「ぎふ中部未来博覧会」が直接的な原因ではなく、前年の1987年（昭和62年）3月の中部交通審議会答申で「バス輸送に一元化し、徹明町から長良北町間は廃止を検討」の提言があり、廃止は既定路線で「ぎふ中部未来博覧会」が廃止時期を早めたと考えられる。

## 結果と現在

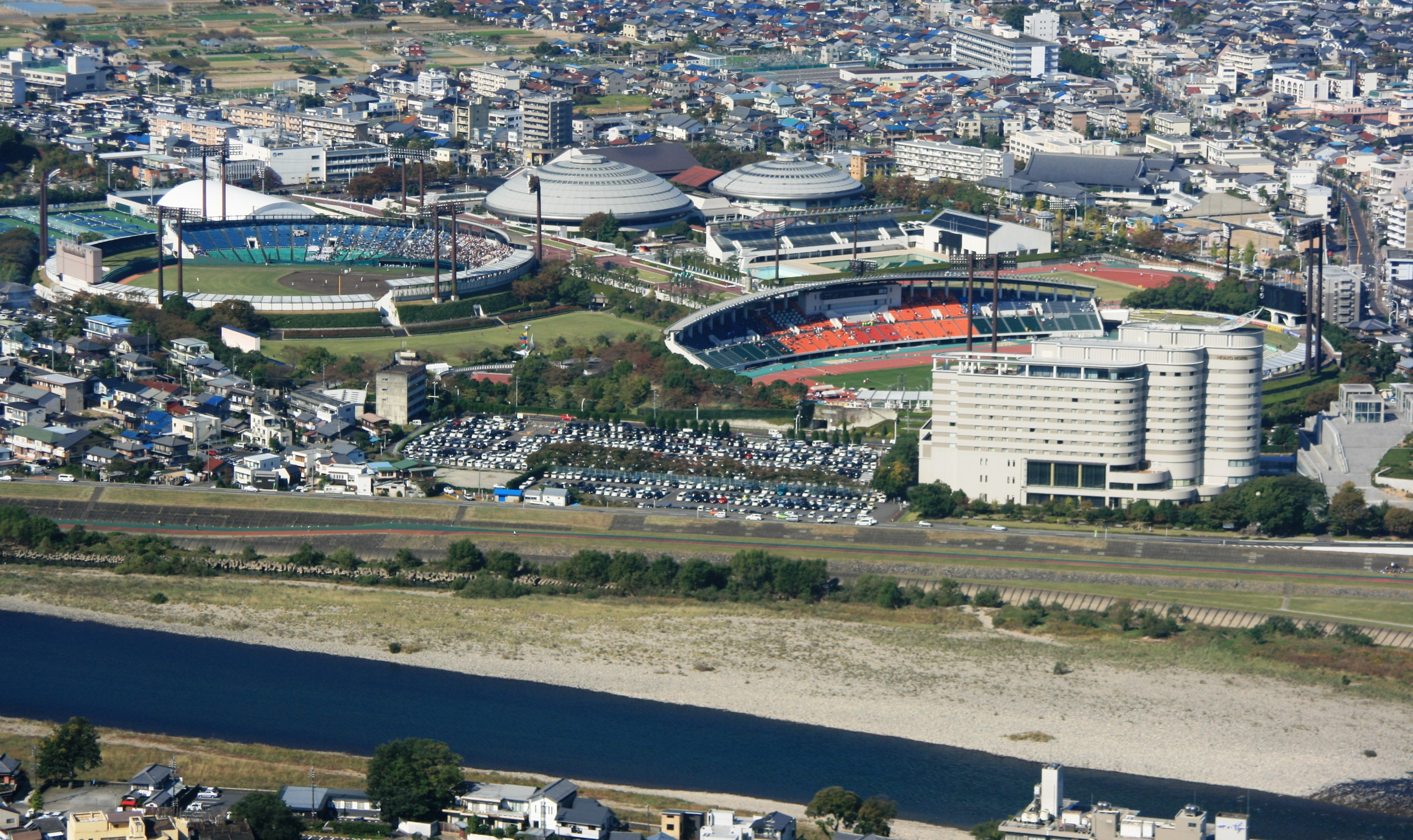
岐阜メモリアルセンター全景

宣伝効果と好景気という事もあり、27億円（岐阜県発表）の黒字となった。この成功が、岐阜県は1995年（平成7年）には「花フェスタ'95ぎふ」等、様々なイベントを行なうきっかけとなったという。ただし、会期末期になって突然入場を無料化したため、それまで使用されていなかった前売り券が紙屑化したことへの批判や、「入場者数を水増しするのが目的ではないか」との疑念が問題となった。
跡地は整備され1990年（平成2年）から総合スポーツ施設「岐阜メモリアルセンター」として開場した。目玉展示物だった「山東竜の化石」を再現した原寸ブロンズ像が幼児児童遊戯施設に設置され、会場北西に位置していたふたつのドーム型施設と会場西から中央に通じる高架歩道「サンサンデッキ」は改修して引き続き使用されている。

### ぎふ中部未来博15周年記念事業
- 2003年7月12日 - 13日：第41回東海地区国立高等専門学校体育大会が「岐阜メモリアルセンター」にて行われた。
- 2003年9月6日：花の都ぎふ祭り「花華コンサート」が「岐阜メモリアルセンター」の「で愛ドーム」にて行われた。加藤登紀子と原田真二のステージショーを中心としたコンサートで、花の都ぎふ祭りのイメージソング「薔薇と月」がふたりによってデュエットされた。ふたりのステージ衣装は美濃和紙を編んで作ったもので注目を集め、その後岐阜県県政資料館にて展示保管されている。
- 2003年10月13日：世界イベント村ぎふ 秋まつり'03（通称：WEC秋祭り'03）「A Cappeiia FESTA アカペラフェスタ」が長良川国際会議場メインホールにて行われた。